# Мечети Кокшетау
Мечети Кокшета́у (каз. Көкшетау қаласының мешіттері, латиница — каз. Kökşetau qalasynyŋ meşitteri) — список и краткая информация о мечетях, расположенных в городе Кокшетау. Практически все мечети Кокшетау построены на пожертвования кокшетауского мусульманского благотворительного общества, жителей города и средства местных предпринимателей. Все мечети города находятся в ведении Духовного управления мусульман Казахстана (ДУМК).

## Список
В таблице представлена информация о мечетях, расположенных в городе Кокшетау.
| №  | Название мечетиказ.                                | Адрес                                               | Дата основания  | Владелец | Руководитель                                               | Информация | Изображение |
| 1. | Первая мечетьБірінші мешіт                         | ул. Большая Садовая (ныне — улица Абая Кунанбаева). | 1845 —1846 годы |          | Таласов, Наурызбай Хаджи широко известный как Науан Хазрет | Не сохранившаяся первая приходская джума-мечеть города. Мечеть была построена в 1846 году по воле старшего султана Кокчетавского внешнего округа Омской области Аблая (Абильхаира) Габбасова. |             |
| 2. | Мечеть Жакия Кажы«Жақия қажы» мешіті               | ул. Ауельбекова, 91                                 | 1893 —1894 годы | ДУМК     | Халиков, Серик Ергебекович                                 | Старейшая функционирующая в наши дни мечеть города, расположенная на улице Ауельбекова, 91; в конце XIX века улица называлась Казанская.                                                      |             |
| 3. | Мечеть им. Галыма,ХасеновскаяҒалым атындағы мешіті | ул. Ташенова, 208                                   | 1992 —1995 годы | ДУМК     | Жултаев, Нурлан Абенович                                   | Строительство мечети началось в 1992 году. Открытие мечети состоялось в 1995 году. |             |
| 4. | Мечеть Науан ХазретНауан Хазірет мешіті            | пр. Назарбаева, 6/1                                 | 2010 —2015 годы | ДУМК     | Сабитов, Куаныш Жумабаевич                                 | Главная соборная и крупнейшая мечеть города, расположенная на улице пр. Назарбаева, 6/1. |             |